# Bayard (New Mexico)
Bayard ist eine Stadt im Grant County im US-Bundesstaat New Mexico in den Vereinigten Staaten mit 2328 Einwohnern (Stand: 2020).

## Geografie
Die Stadt liegt am U.S. Highway 180 im mittleren Osten des Grant Countys, im Südwesten von New Mexico, ist im Westen etwa 40 km von Arizona entfernt und hat eine Gesamtfläche von 2,3 km² ohne nennenswerte Wasserfläche.

## Demografische Daten
Nach der Volkszählung im Jahr 2000 lebten hier 2534 Menschen in 970 Haushalten und 719 Familien. Die Bevölkerungsdichte betrug 1126 Einwohner pro km². Ethnisch betrachtet setzte sich die Bevölkerung zusammen aus 65,67 % weißer Bevölkerung, 0,32 % Afroamerikanern, 1,66 % amerikanischen Ureinwohnern, 0,04 % Asiaten und anderen Gruppen.
Von den 970 Haushalten hatten 34,30 % Kinder und Jugendliche unter 18 Jahre, die bei ihnen lebten. 51,10 % waren verheiratete, zusammenlebende Paare, 18,50 % waren allein erziehende Mütter und 25,80 % waren keine Familien, 23,60 % bestanden aus Singlehaushalten und in 13,40 % lebten Menschen im Alter von 65 Jahren oder darüber. Die Durchschnittshaushaltsgröße betrug 2,61 und die durchschnittliche Familiengröße lag bei 3,07 Personen.
Auf den gesamten Ort bezogen setzte sich die Bevölkerung zusammen aus 29,20 % Einwohnern unter 18 Jahren, 8,50 % zwischen 18 und 24 Jahren, 22,10 % zwischen 25 und 44 Jahren, 23,30 % zwischen 45 und 64 Jahren und 16,90 % waren 65 Jahre alt oder darüber. Das Durchschnittsalter betrug 37 Jahre. Auf 100 weibliche Personen kamen 87,4 männliche Personen. Auf 100 Frauen im Alter von 18 Jahren oder darüber kamen statistisch 83 Männer.
Das jährliche Durchschnittseinkommen eines Haushalts betrug 21.957 USD, das Durchschnittseinkommen der Familien betrug 27.632 USD. Männer hatten ein Durchschnittseinkommen von 30.200 USD, Frauen 17.132 USD. Das Prokopfeinkommen betrug 11.066 USD. 19,70 % der Familien und 24,10 % der Bevölkerung lebten unterhalb der Armutsgrenze.